# Gilbert R. Cook
El major general Gilbert Richard Cook (30 de desembre de 1889 - 19 de setembre de 1963) va ser un oficial superior de l'exèrcit dels Estats Units. Va tenir una carrera militar de trenta-sis anys i va servir tant a la Primera com a la Segona Guerra Mundial. Durant la Primera Guerra Mundial va servir a França i Alemanya, i va comandar la 104a Divisió d'Infanteria i el XII Cos durant la Segona Guerra Mundial.

## Carrera inicial
Cook va néixer a Texarkana, Arkansas. Es va graduar a l'Acadèmia Militar dels Estats Units a West Point el 1912 a i va ser encarregat de segon tinent d'infanteria. Entre els seus companys graduats hi havia Wade H. Haislip, Walter M. Robertson, Walton Walker, Raymond O. Barton and Millard Harmon, tots ells futurs generals.
Va servir a la frontera mexicana a Arizona, Nou Mèxic i Texas de 1912 a 1915. Es va casar amb Doris Frederick el 2 de setembre de 1914 a Ft. Sam Houston, Texas. El 1914, va servir a la zona del canal de Panamà i les illes Filipines, després va tornar a l'Hospital General de WR l'octubre de 1915 des de Panamà. El juny de 1916 es va presentar a Fort Benjamin Harrison, Indiana, per reunir la Guàrdia Nacional per a la patrulla fronterera, i el juliol de 1917, tres mesos després de l'entrada nord-americana a la Primera Guerra Mundial, va anar a la caserna de Jefferson, Missouri, per fer-hi servei de reclutament.

## Primera Guerra Mundial
L'abril del 1918, es va incorporar al  58è regiment d'infanteria, part de la 4a divisió, i va anar a França amb aquest regiment el maig de 1918. Va servir als enfrontaments de Saint-Mihiel, Meuse-Argonne, Aisne-Marne, riu Vesle i Marne-Ourcq. Va rebre l'Estrella de Plata amb Distintiu de Fulla de Roure i la Creu de Guerra per valentia. Va tornar als Estats Units l'agost de 1919, després de servir amb la 58a Infanteria de les Forces Americanes a Alemanya.

## Entre guerres
Va ensenyar a l'Escola d'Infanteria de l'Exèrcit dels Estats Units a Fort Benning, Geòrgia, des d'octubre de 1919 fins al juliol de 1921, quan va tornar a Alemanya per treballar amb la 8a Infanteria a Coblenz fins al març de 1923. Al seu retorn, va servir a Fort Screven, Geòrgia i Fort McPherson, Geòrgia fins a l'agost de 1924. Va ingressar a l'escola de comandament i estat major de Fort Leavenworth, Kansas, i va acabar el juny de 1925 com a "graduat distingit". Després va anar a l'Escola de Tecnologia de Geòrgia com a professor de Ciència i Tàctica Militars, i va servir allà fins al juliol de 1926. Després va tornar a Fort Benning, Geòrgia com a instructor a l'Escola d'Infanteria fins al 1930. Al setembre d'aquell any, va entrar a la Tank School a Fort George G. Meade, Maryland, i es va graduar el juny de 1931. Després va entrar al Army War College a Washington, DC i es va graduar el juny de 1932. A continuació, va ser assignat al 12è Infanteria a Fort Washington, Maryland, fins al setembre de 1932, quan es va incorporar a l'Estat Major del Departament de Guerra a Washington DC per a les operacions i entrenament de Divisió, G-3. Va esdevenir oficial al comandament de Fort Washington, Maryland, el setembre de 1936. El setembre de 1938 va ser nomenat cap de la secció d'atac i més tard cap de la secció de comandament a l'escola de comandament i estat major de Fort Leavenworth, Kansas, i va servir allà fins al 1941.

## Segona Guerra Mundial
L'abril de 1941 Cook va anar a Schofield Barracks, Hawaii, com a comandant del 21è d'Infanteria. Va comandar el  21è Regiment d'Infanteria en l'atac de Pearl Harbor, pel qual va rebre la Insígnia d'Infanteria de Combat. L'abril de 1942, va ser assignat a la 25a Divisió d'Infanteria com a Comandant Adjunt de la Divisió (ADC).
El juny de 1942 va ser designat com a comandant general de la 104a Divisió d'Infanteria i va tornar al continent. Cook va ser ascendit a general de comandament i es va informar amb el quadre de la divisió a Camp Adair, Oregon, l'agost de 1942. La divisió es va activar el desembre de 1942. El seu ADC era el general de brigada Bryant Moore. Va dirigir l'entrenament d'aquesta divisió mitjançant la seva sèrie de maniobres de l'Exèrcit.
L'octubre de 1943, va ser nomenat comandant general del XII Cos a Fort Jackson, Carolina del Sud, i va realitzar la seva formació a l'àrea de maniobra de Tennessee i Camp Forrest, Tennessee. Va acompanyar el quarter general del cos en el seu trasllat a Anglaterra, on el cos va ser assignat al Tercer Exèrcit, amb Cook servint com a comandant adjunt (1943–44). Va estar a les campanyes de Normandia i del Nord de França, i va rebre la Medalla al Servei Distingit, la Legió d'Honor i la Creu de Guerra pels seus serveis. Va ser citat per la Medalla de Servei Distingit a causa de la captura de Châteaudun i Orleans.
El seu paper com a comandant de camp es va interrompre l'agost de 1944, poc després de l'esclat del Tercer Exèrcit a França, quan va ser hospitalitzat per malaltia a causa de problemes de circulació a les cames. Com va escriure més tard un dels biògrafs del general Patton, "haver de privar (Cook) del seu comandament en el clímax de la seva carrera va sacsejar Patton fins a la meitat, adonant-se mentre ho feia del cop mortal que estava donant al seu vell amic." Va fer que Patton demanés al general Dwight D. Eisenhower que atorgués a Cook la Medalla de Servei Distingit. Cook va tornar als Estats Units per recuperar-se i fer un deure menys extenuant.
Entre 1944 i 1949 va participar en diverses juntes, grups i estudis. Va ser membre de la Junta de Revisió d'Equipaments de l'Exèrcit el 1945. Va ser membre del Grup Assessor del Cap d'Estat Major (1946–1948), del Grup de Planificació de Postguerra de la Força Terrestre de l'Exèrcit i de la Junta de Revisió de Haislip que va estudiar temes com l'organització militar, mobilització, entrenament militar universal i entrenament. Cook va ser cridat a la retirada per criticar els principals jocs de guerra el 1948 i el 1955.
Cook va morir a La Jolla, Califòrnia, el 1963, i està enterrat al costat de la seva dona, Doris, al Cementiri Nacional d'Arlington, a Arlington, Virgínia

## Dates d'ascens
Tinent segon - 12 de juny de 1912
 Tinent – 1 de juliol de 1916
 Capità – 15 de maig de 1917
 Major – 1 de juliol de 1920
 Tinent coronel – 1 d'agost de 1935
 Coronel - 1 d'abril de 1942
 Brigadier General - 23 de maig de 1942
 Major General – 10 d'agost de 1942

## Condecoracions
Medalla del Servei Distingit a l'Exèrcit
 Estrella de Plata
 Medalla del Servei a la Frontera de Mèxic
 Medalla de la Victòria a la I Guerra Mundial
 Medalla de l'Exèrcit d'Ocupació d'Alemanya
 Medalla del Servei de Defensa Americana
 Medalla de la Campanya Europea-Africana-Orient Mitjà
 Medalla de la Victòria a la II Guerra Mundial
 Insígnia d'Infanteria de Combat
 Legió d'Honor
 Creu de Guerra 1914-1918
 Creu de Guerra 1939-1945